# Leninova mírová cena
Leninova mírová cena, původně Stalinova mírová cena (rusky Международная Сталинская премия «За укрепление мира между народами», od roku 1956 Международная Ленинская премия «За укрепление мира между народами» a od roku 1989 Международная Ленинская премия мира), byla státní cena Sovětského svazu vytvořená roku 1949 a zrušená roku 1991. Byla pojmenována původně podle tehdejšího sovětského diktátora Stalina, a po „odhalení Stalinova kultu osobnosti“ roku 1956 byla přejmenovaná podle Stalinova předchůdce Lenina. Byla udělována porotou jmenovanou sovětskou vládou významným jednotlivcům, o kterých se mělo za to, že „posílili mír mezi národy“. Dávala se obvykle několika lidem ročně, především významným komunistům a příznivcům Sovětského svazu, kteří nebyli sovětskými občany. Mezi příjemce patří například W. E. B. Du Bois, Fidel Castro, Lázaro Cárdenas, Salvador Allende, Mikis Theodorakis, Seán MacBride, Angela Davisová, Pablo Picasso, Oscar Niemeyer a Nelson Mandela. Z Čechů cenu získali Josef Lukl Hromádka (1957), Ivan Málek (1966) a Ludvík Svoboda (1970).